# 毗盧寺及石刻
毗盧寺及石刻位於四川省遂寧市安居區，文物遺址年代判定為宋代、清代。2007年6月1日公佈為四川省第七批文物保護單位。